# Мумия Пломо
Мумия Пломо (англ. Plomo Mummy, а также Boy of El Plomo или El Plomo Mummy) — хорошо сохранившиеся останки ребёнка инков, найденные на горе Серро-Эль-Пломо в Андах близ Сантьяго в 1954 году. Это была первая находка замороженной мумии инков.
Мумия была обнаружена 1 февраля 1954 года. Учёные расходятся во мнении о поле ребёнка, рост которого при жизни составлял 140—144 см, а вес чуть больше 30 кг. Он имел группу крови А.
В настоящее время находка хранится в Чилийском национальном музее естественной истории, а её копия выставлена на всеобщее обозрение.

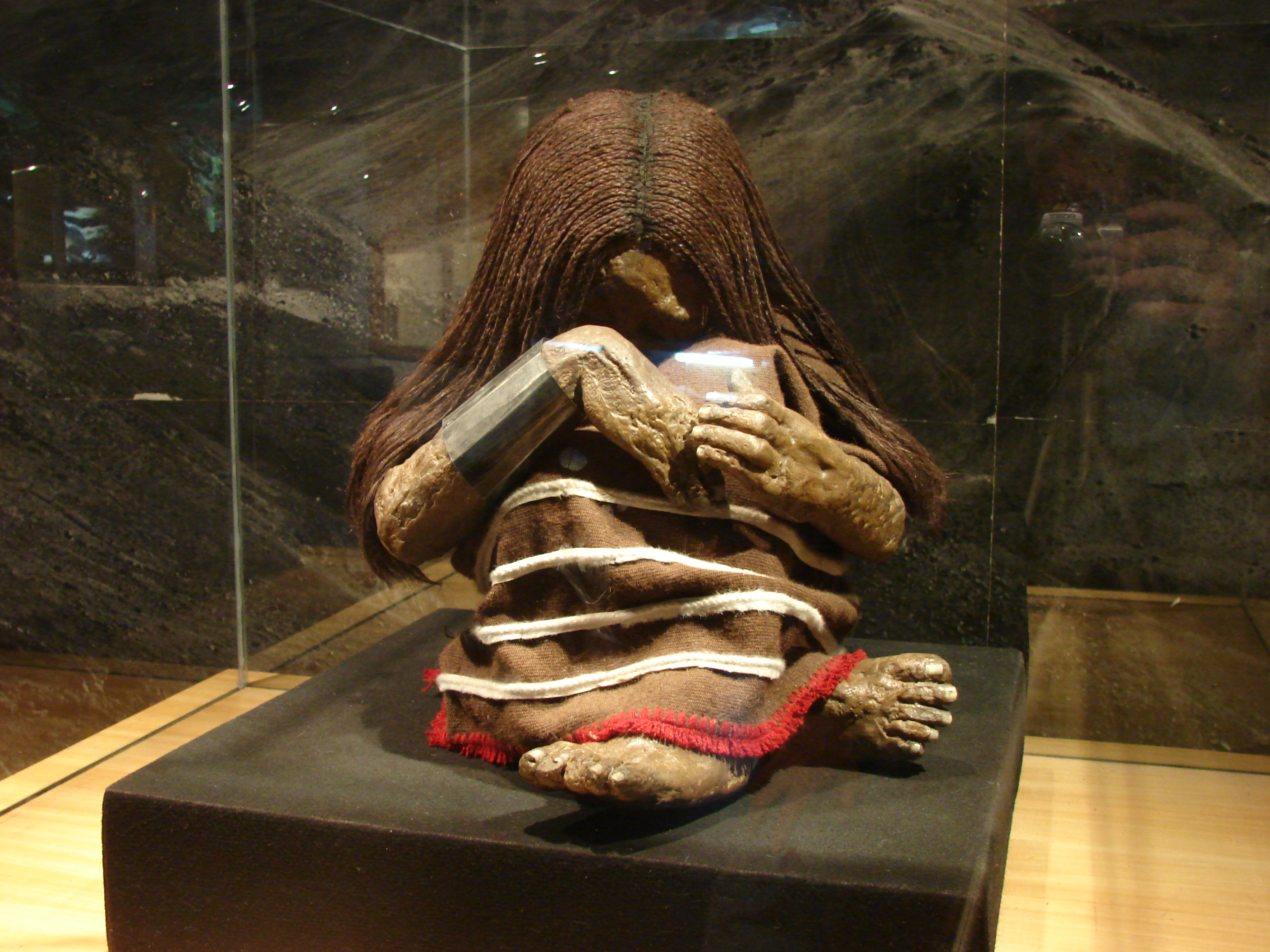
Копия мумии в музее естественной истории